# Hybomitra kalatopensis
Hybomitra kalatopensis är en tvåvingeart som beskrevs av Kapoor, Grewal och Sharma 1991. Hybomitra kalatopensis ingår i släktet Hybomitra och familjen bromsar.
Artens utbredningsområde är Himachal Pradesh. Inga underarter finns listade i Catalogue of Life.